# Timár Lajos
Timár Lajos (Zágráb, 1918. január 23. – Szeged, 1956. szeptember 18.) magyar botanikus.

## Életútja
Egyszerű vasutascsalád 12. gyermekeként született. Apja Timár Ferenc MÁV kisiparos, anyja Süveges Erzsébet volt. A világháborút követően családja menekültként Szolnokra költözött, ahol gyermek- és ifjúkorát töltötte. 1936-ban érettségizett a Szolnoki Verseghy Ferenc Gimnáziumban, majd a városi könyvtárban dolgozott szellemi szükségmunkásként.
1938-ban a Debreceni Egyetem természetrajz-földrajz szakára iratkozott be, ahol már 1939-ben, érdeklődésének megfelelően, az egyetem Ásvány- és Földtani Intézetében gyakornokként dolgozott. Professzorát, Ferenczi Istvánt követve Szegedre került és itt is szerzett tanári diplomát 1943-ban. Timár Lajos Szegeden, az Eötvös Loránd Kollégium lakójaként került kapcsolatba Zólyomi Bálinttal, a kollégium akkori igazgatójával, akinek hatása alatt érdeklődése a növénycönológia felé fordult.
A világháborúban 2 évig utászként katonáskodott, majd leszerelése után, 1945 végén a szegedi Baross Gábor Gyakorló Gimnáziumban, majd a Radnóti Miklós Általános Gimnáziumban kapott állást.
1946-ban a Debreceni Egyetem Növénytani Intézetében, Soó Rezsőnél tette le doktorátusát „A Tisza-meder növényzete Szeged és Szolnok között” című értekezésével. Ettől kezdve Soó professzor irányítása és tanácsai alapján nagy lelkesedéssel és kitartással dolgozik, cönológiai és florisztikai cikkei egymás után jelennek meg. Bekapcsolódik a meginduló országos növényföldrajzi térképezésbe és elkészíti munkatársaival a Tisza hullámterének színes vegetációtérképét Szolnok és Szeged között valamint a Tiszazug térképét.
1948-ban került a Szegedi Egyetem Növénytani Intézetéhez, Greguss Pál professzorhoz, ahol megbízott előadóként a gyógyszerészhallgatók növényföldrajz gyakorlatait vezeti 1952-ig. Eközben kapcsolata a geológiával továbbra is megmaradt, komoly talajtani ismeretekre tett szert, 1950-ben a Magyar Földtani Intézet megbízásából ő készítette el Szeged környéke talajgeológiai térképét. 1952 őszétől akadémiai tudományos munkatársként átkerült a Szegedi Egyetem Éghajlattani Intézetéhez, ahol Wagner Richárd professzor mellett megbízott előadóként Biogeográfia címen tartott kollégiumot. Részt vett a szegedi tudományos életben, a Magyar Biológiai Társaság szegedi szakosztályának titkáraként.
1954-ben megszerezte a biológiai tudományok kandidátusa minősítést, disszertációja azonban posztumusz jelent meg.
1948-ban nősült, felesége dr. Makkár Erzsébet, olasz-német szakos tanár. Boldog házasságából egy fiú- és egy leánygyermek született. Katonakorában szerzett maláriája évekig tartó betegséget eredményezett. Ennek ellenére fáradhatatlanul, magát nem kímélve, nagyon sokat dolgozott, folytatta a nehéz térképezési terepmunkát.
1956. szeptember 18-án halt meg Szegeden.